# Mahmoud Abdul-Rauf
Mahmoud Abdul-Rauf (nascido Chris Wayne Jackson: Gulfport (Mississippi), 9 de março de 1969) é um ex-jogador norte-americano de basquete profissional que atuou na  National Basketball Association (NBA). Foi o número 3 do Draft de 1990.